# Alois von Schönburg-Hartenstein

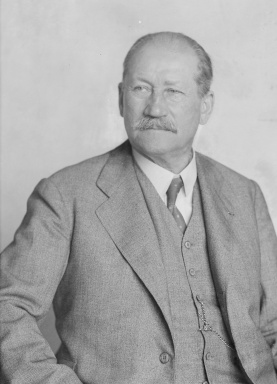

Herceg Alois von Schönburg-Hartenstein (Karlsruhe, 1858. november 21. – Hartenstein (Szászország), 1944. szeptember 21.) a Császári és Királyi Hadsereg katonatisztje.

## Családja és származása
Apja a szászországi herceg Alexander von Schönburg-Hartenstein (1826–1896), az Osztrák–Magyar Monarchia diplomatája, anyja herceg Karoline von und zu Liechtenstein (1836–1885). Az apai nagyszülei herceg Heinrich Eduard von Schönburg-Hartenstein (1811–1872), és herceg Ludovica zu Schwarzenberg (1803–1884) voltak. Az anyai nagyszülei II. Alajos liechtensteini herceg (1796–1858) és gróf Franziska Kinsky von Wchinitz und Tettau (1813–1881) voltak. Herceg Ludovica zu Schwarzenbergnek az egyik fivére herceg Felix zu Schwarzenberg (1800–1852), 1848–1852 között az Osztrák Császárság miniszterelnöke és külügyminisztere volt.

## Élete
Schönburg-Harteinstein a Bécshez közeli Kalksburgban (Ma Bécs 23. kerületének, Liesingnek része) tanult a jezsuiták gimnáziumában, majd elvégezte a Drezdában a kadétiskolát. 1878-ban hadnagyként kezdte katonai pályafutását a 14. osztrák dragonyos ezrednél. 1878-ban részt vett Bosznia-Hercegovina katonai megszállásában, utána rövid időt töltött a kőszegi és a rohonci garnizonokban. 1882/83-ban Bécsben, az Osztrák–Magyar Monarchia Lovassági Oktatótisztképző Intézetében (k.u.k. Equitationsinstitut) tanult. A főhadnagy Schönburg-Hartenstein 1884–86-ban elvégezte a bécsi Tisztképző Akadémiát. Kapitányi rangot kapott 1889. május 1-jén, és a pozsonyi 5. hadtestnél szolgált, majd a Nyilvántartó Irodába helyezték három évre. Őrnagyként két évet töltött a 2. dragonyos ezredben. Ferenc József szárnysegédjévé léptették elő, és 1895-ben katonai attaséként Németországba küldték, ahol személyes kapcsolatainak köszönhetően hasznos információkhoz jutott.
1896-ban meghalt édesapja. Tartalék állományba került alezredesi rangban, mert családi birtokát kellett igazgatnia Hartensteinben. 1898-ban az osztrák felsőház elnökhelyettesévé választották. 1899-ben az uralkodó kérésére elvállalta az Osztrák Vörös Kereszt elnöki tisztségét. 1901-ben tartalékos ezredessé, 1908-ban vezérőrnaggyá léptették elő. A háború kitörésekor visszahívták a hadseregbe, 1914. augusztus 1-jén a 11. gyalogdandár parancsnoka lett, és Galíciában harcoltak.  Ezt követően Kolossváry Dezső vezérőrnagy 11. hadtestén belül vegyesdandár élén állt. 1914. szeptember 8-án a 88. császárvadász zászlóalj parancsnokságát bízták rá, amely főleg alpesi csapatokból állt. Októberben altábornaggyá léptették elő. A limanowai csatában kitüntette magát, a császárvadászokat mindig ott vetették be, ahol kritikus volt a helyzet. December 26-án a 6. lovasdandár parancsnoka lett. Karl von Pflanzer-Baltin csapataival együtt teleltek a Kárpátokban, és Nadvirna felé nyomultak előre 1915 februárjában. Áprilisban Stephan von Ljubičić táborszernagy hadosztályát vette át. Májusban részt vett gyenge létszámú csapataival a gorlicei áttörésben. Júniustól újra a 6. lovasdandár élére került, Bukovinába helyezték, ahol Siegmund von Benigni seregének magját alkották. Novemberben Olaszországba vezényelték, San Martinónál és a Doberdó-fennsíkon harcoltak az ötödik isonzói csatában.
Az asiagói csata után júliusban átvette Károly főherceg trónörököstől a 20. hadtest parancsnokságát. 1917. augusztus 1-jén lovassági tábornok, az Edelweisskorps hadtesttel Dél-Tirolban harcolt. A 4. hadtestet vezette a tizenegyedik isonzói csatában. 1917 októberében csapataival visszaverte az olasz támadásokat a Monte San Gabrielen.
Károly császár erős katonai kormány létrehozását mérlegelte, amelynek élére Schönburg-Hartensteint akarta állítani, ezért visszahívta a frontról 1918 februárjában. A hadügyminiszter és a vezérkar főnöke ellenezte a tervet, Schönburg-Hartenstein csalódottan tért vissza a frontra. A második piavei csatában a  64. és 70. honvéd gyaloghadosztállyal átkelt a Piavén, de gránátszilánkoktól szenvedett sérülést. Júliusban  már újra a fronton volt. 1918. november 1-jén Bécsbe hívták, hogy Károly császár rendelkezésére  álljon. Borojevićnek és Schönburg-Hartensteinnek azt a tervét, hogy csapatok jönnének az uralkodó segítségére, már nem lehetett megvalósítani. November 5-én autón ment Villachba a 6. hadtest főhadiszállására, ahol csak néhány tisztet talált, és erősen megfogyatkozott csapatokat. November 11-én vezérezredessé léptették elő. Az Első Osztrák Köztársaság megalakulása után pár nappal Karl Renner kormányának határozata értelmében november 16-án el kellett hagynia a hadsereget, és december 1-jén nyugdíjazták.
A háború után bajtársi és veterán szövetségek alapításával foglalkozott. 1927-ben a Monte San Gabriele védelméért a Katonai Mária Terézia-rend középkeresztjével tüntették ki. 1928-ban és 1930-ban többször meglátogatta Zita magyar királynét és fiát, Habsburg Ottót Spanyolországban. Engelbert Dollfuß második kormányában  1933. szeptember 21. és 1934. március 12. között hadügyminisztériumi államtitkár, majd július 10-ig hadügyminiszter volt.
1933-ban Csicsón nyaralt, s Hitler Mein Kampfját olvasta, amiből tiltott könyv lévén Csehszlovákiában, nagy nyilvánosságot kapott bírósági per lett.

## Házassága és leszármazottjai
Feleségül vette Bécsben 1887. április 4-én gróf Johanna von Colloredo-Mannsfeld (1867. július 27.–1938. augusztus 26.) kisasszonyt, akinek a szülei gróf Hieronimus von Colloredo-Mannsfeld (1842–1881) és gróf tolnai Festetics Aglaja (1840–1897) voltak. Az apai nagyszülei gróf Joseph von Colloredo-Mannsfeld (1813–1895) és Theresia von Lebzeltern (1818–1900) voltak. Az anyai nagyszülei gróf tolnai Festetics Ernő (1800–1869), földbirtokos és báró Janka Kotz von Dobrz (1809–1869) voltak. Herceg Alois von Schönburg-Hartenstein és gróf Johanna von Colloredo-Mannsfeld frigyéből született:
- Alexander (*Wolfsthal, 1888. július 28.–Bécs, 1956. január 20.). Felesége: herceg Agathe von Auersperg (1888. április 6.–1973. október 13.)
- Hieronimus (*Pozsony, 1889. november 1.–1914. szeptember 1.)
- Aglaë (*Pozsony, 1891. január 16.–Erlangen, 1965. február 20.). Férje: herceg Franz Joseph zu Hohenlohe-Schillingsfürst (*1894. június 6.–1970. január 3.)
- Karoline (*Dobříš, 1892. augusztus 24.–Bécs, 1986. április 24.). 1.f.: báró Constantin Economo von San-Serff (*Brăila, 1876. augusztus 21.–Bécs, 1931. október 21.). 2.f.: Hermann Oberhummer (*Lambach, 1888. június 5.–Salzburg, 1963. október 21.)
- Maria Theresia (*Berlin, 1896. február 4.–Klosterneuburg, 1979. augusztus 14.). Férje: gróf köröspataki Kálnoky Sándor (1888. augusztus 17.–1965. február 21.)
- Margarethe (*Bécs, 1897. december 14.–Bécs, 1980. augusztus 30.). Férje: herceg Alain Rohan (*1893. július 16.–1976. szeptember 2.)
- Isabella (*Miletin, 1901. augusztus 20.–Hall in Tirol, 1987. április 28.). 1f.: báró Nikolaus von Wyneken. 2.f.: Georges Zafiropulo (*Marseille, 1909. június 7.–†Talis, Franciaország, 1993. augusztus 18.)

## Kapcsolódó szócikk
- Első világháború